# 麥可·杜倫
麥可·J·杜倫（英語：Michael J. Durant，1961年7月23日—），美國陸軍飛行員，曾經在1993年10月3日的摩加迪休之戰當中被敵軍擄獲，成為戰俘。杜倫隸屬美國陸軍第160特種作戰航空團，當時為三級准尉。後來杜倫在擁有諸如波斯灣戰爭、入侵巴拿馬等戰績後，目前已經以黑鷹直昇機駕駛員四級准尉退役，獲得的勳表包括飛行優異十字勳章、銅星勳章、紫心勛章、功績服役勳章等。杜倫與他的妻子麗莎育有六名子女。
1961年7月23日，迈克尔.杜兰特出生于美国新罕布什尔州。1979年8月，在他18岁的时候正式參军並参加了首要机会行动、入侵巴拿马、海湾战争和摩加迪沙之战。但在1993年杜兰特所乘坐代号“超级64”英文(super64)的黑鹰直升机在摩加迪沙上空被索马里民兵的RPG击中后坠落，之后便被索马里民兵俘虏。2001年，杜兰特以四级准尉军衔退役。杜兰特所得的勋章包括飞行优异十字勋章、铜星勋章、功绩服役勋章等。退役后，杜兰特回到妻子和孩子身边。

## 著作
1. Durant, Michael & Hartov, Steven. . Putnam Pub Group. 2003. ISBN 0-399-15060-9.
2. Durant, Michael & Hartov, Steven. . Putnam Pub Group. 2003. ISBN 0-399-15392-6.

## 外部連結
- （英文） 官方網站（页面存档备份，存于）